# Codegear
Codegear var ett dotterbolag till Borland Software Corporation som utvecklade utvecklingsverktyg som programspråket Delphi och den inflytelserika databasservern InterBase. 

## Historia
Borland kungjorde den 8 februari 2006 att de sökte en köpare för Developer Tools Group (DTG), avdelningen som utvecklade företagets utvecklingsmiljöer och databasprodukter. Det kom aldrig något bud som Borland accepterade. Den 14 november 2006 blev DTG i stället dotterbolaget Codegear.
Codegears första VD var Ben Smith. Bolaget hade sitt huvudkontor i Borlands tidigare kontor i Scotts Valley, Kalifornien.
Codegear köptes upp och införlivades av Embarcadero Technologies den 30 juni 2008.

## Produkter
- RAD Studio (innehåller Delphi, Delphi.NET och C++Builder)
- C++ Builder
- Delphi 2007
- Delphi 2006
- Delphi PHP
- InterBase
- JBuilder
- 3rdRail
- Blackfish SQL
- C#Builder
- Turbo Delphi
- Turbo Delphi för .NET
- Turbo C#
- Turbo C++

1. ↑  hämtat från: portugisiskspråkiga Wikipedia.[källa från Wikidata]
2. ↑  hämtat från: ryskspråkiga Wikipedia.[källa från Wikidata]